# Melissa (voornaam)
Melissa is een meisjesnaam. De naam is afgeleid van het Griekse woord melissa, dat "honingbij" betekent. 
Mogelijk ook afgeleid van het Griekse melita, "honing". In het Proto-Indo-Europees betekent amrita, onsterfelijk makende mededrank, dat komt van de woorden mar: sterven en amar: onsterfelijk.